# Trávnica
Trávnica (in ungherese Barsfüss) è un comune della Slovacchia facente parte del distretto di Nové Zámky, nella regione di Nitra.